# 庫利奇尼
49°45′25″N 26°54′12″E / 49.75694°N 26.90333°E
庫利奇尼（烏克蘭語：Кульчини）是位於烏克蘭西部的村莊，由赫梅利尼茨基州裡赫梅利尼茨基區的克拉西利夫市鎮負責管轄。該村始建於1517年，面積4.44平方公里，海拔高度284米，2023年人口807，人口密度每平方公里253.3人。